# Мясников, Георг Васильевич
Гео́рг Васи́льевич Мяснико́в (20 марта 1926, село Коповка, Керенская волость, Нижнеломовский уезд, Пензенская губерния — 18 июля 1996, Москва) — советский партийный, государственный и общественный деятель, историк-краевед. Почетный гражданин Пензенской области (посмертно, 2024).
Второй секретарь Пензенского обкома КПСС (1961—1964, 1965—1986), секретарь Пензенского обкома КПСС (1964—1965), первый заместитель председателя правления Советского фонда культуры (1986—1991), заместитель председателя правления Российского фонда культуры (1991—1992), сопредседатель правления (от СССР) Советско-американского фонда «Культурная инициатива» (1987—1989).
Внёс значительный вклад в создание в Пензенской области новых объектов культуры, спортивных объектов, подростковых клубов и мест отдыха, благодаря чему этот регион стал более известным и привлекательным.
За время работы в фонде культуры содействовал созданию новых музеев, благотворительных фондов, издательской деятельности. Много сделал для развития международных культурных связей и возвращения в СССР культурных ценностей.
Автор ряда статей и двух книг о Пензенской области, а также дневниковых записей, которые были частично опубликованы после его смерти.

## Происхождение. Детство и юность
Георг Мясников родился в крестьянской семье. Его предками по отцовской линии были крестьяне и служилые солдаты. По данным собственных исторических изысканий Г. В. Мясникова, русские служилые солдаты, являющиеся его пращурами, впервые появились на территории Пензенского края ещё в 1646 году, основав село Котёл (ныне — Вадинского района Пензенской области); кроме того, один из Мясниковых фигурировал в Строельной книге города Пензы как участник основания города в 1663 году. Предки по материнской линии — служители сельской православной церкви Пензенской губернии (священники, дьяки и пономари), а также волостной писарь — дед Георга.
Георг рано потерял отца (он умер от туберкулёза лёгких в сентябре 1927 года, когда сыну было всего 1,5 года). Воспитывался матерью.
Учёбу Георг начал в сельской школе в Пензенской области. По воспоминаниям его одноклассницы Веры Анненковой, «толстенький, с пухлыми щёчками Герка Мясников» был самым умным и перспективным учеником в их классе.
Летом 1933 года Георг вместе с матерью переехал из Коповки в посёлок Новый Снопок Орехово-Зуевского района Московской области. По его словам, этот переезд был «бегством от голода». Его сын Михаил Мясников вспоминал об этом со слов отца: «В страшный голод 1933 года в Коповке, тогда большом селе в почти тысячу дворов, мимо дома на кладбище ежедневно проносили до 20 гробов. Спасаясь от голода, мать уехала с Георгом в Орехово-Зуево на торфоразработки». В 1940 году Г. В. Мясников окончил 7 классов средней школы в поселке Верея Орехово-Зуевского района Московской области. В том же 1940-м поступил в Орехово-Зуевский торфяной техникум, где отучился один семестр, а затем перевёлся в Московский гидрометеорологический техникум, начав в нём обучение со второго семестра. 

### Великая Отечественная война
В 15-летнем возрасте, сдав экзамены за первый курс, в конце июня 1941 года в связи с началом войны вместе со всеми студентами-юношами был проинформирован об отмене каникул и направлен грузчиком на завод № 530 в г. Железнодорожном Московской области, а в начале июля 1941 года — на трудовой фронт, где участвовал в рытье противотанковых рвов на реке Десне в Жуковском районе ныне Брянской области. 
В сентябре-октябре 1941 года продолжил учёбу в гидрометеорологическом техникуме, назвав её «последними вздохами учебного процесса»: студенты засыпали прямо на занятиях, так как бодрствовали ночами из-за ежечасных немецких бомбёжек и работы советских зенитных орудий, сдерживавших прорывы люфтваффе к Москве (воздушная тревога начиналась каждодневно, примерно с семи часов вечера и жилые дома «тряслись как в лихорадке»). Когда техникум был эвакуирован в Среднюю Азию, забрал документы и остался в Подмосковье. Вместе с матерью жил в с. Сажени Орехово-Зуевского района; поддерживал контакты с партизанским отрядом, сформированном силами местного предприятия.
Затем начал трудовую деятельность рабочим и техником по добыче торфа на Ореховском торфяном предприятии (г. Орехово-Зуево Московской области), где работал с марта 1942 по октябрь 1943 гг., а затем продолжил обучение в Орехово-Зуевском торфяном техникуме.
Был награждён медалями «За оборону Москвы» и «За доблестный труд в Великой Отечественной войне 1941—1945 гг.».

## Образование
В 1940 году Г. В. Мясников окончил 7 классов средней школы (в поселке Верея Орехово-Зуевского района Московской области). В 1944 году экстерном окончил среднюю школу в г. Москве.
С сентября 1940 по октябрь 1941 годах учился в Орехово-Зуевском торфяном техникуме Орехово-Зуевского района Московской области, затем Московском гидрометеорологическом техникуме. 
С сентября 1943 по май 1944 года учился в Торфяном техникуме Московского торфяного института (ныне — Тверской государственный технический университет).
С декабря 1945 по апрель 1946 года — слушатель Московской комсомольской школы.
В 1950 году окончил Центральную комсомольскую школу при ЦК ВЛКСМ в г. Перово Московской области (слушатель — с сентября 1948 по май 1950 года).
В 1958 году окончил Высшую партийную школу при ЦК КПСС в Москве (слушатель — с сентября 1955 по июль 1958 года).
С 1946 года учился на вечернем отделении исторического факультета Московского городского педагогического института.

## Работа в московских структурах ВЛКСМ и КПСС
В январе 1942 года вступил в ВЛКСМ (комсомольским билет был выдан Орехово-Зуевским райкомом ВЛКСМ 20.02.1942). 
В годы учёбы в Торфяном техникуме Московского торфяного института (1943—1944) был избран секретарём бюро ВЛКСМ техникума и членом комитета ВЛКСМ института, а затем — заместителем секретаря комитета ВЛКСМ института. В мае 1944 года Мясникова избрали секретарём комитета ВЛКСМ Московского торфяного института. По статусу он входил в учёный совет института, хотя ещё не имел на тот момент полного среднего образования (среднюю школу он окончил экстерном в этом же 1944 году). В должности секретаря комитета ВЛКСМ института, с которой началась его карьера в органах комсомола столицы, он проработал до декабря 1945 года, после чего ушёл на учёбу в Московскую комсомольскую школу.
После Московской комсомольской школы Мясников около 10 лет проработал в районных и городских структурах московского комсомола. С апреля 1946 по февраль 1947 гг. он был инструктором организационного отдела Московского городского комитета ВЛКСМ. Затем, с февраля 1947 по сентябрь 1948 гг. — вторым секретарём Красногвардейского районного комитета ВЛКСМ Москвы. С мая 1950 по сентябрь 1951 гг. — первым секретарём Сокольнического районного комитета ВЛКСМ Москвы. В сентябре 1951 года он перешёл на руководящую работу в Московский городской комитет ВЛКСМ, где до апреля 1952 года был секретарём по кадрам, а с апреля 1952 по сентябрь 1955 года — вторым секретарём горкома ВЛКСМ.
В годы работы в московском комсомоле Г. В. Мясников был начальником штаба комсомольской стройки МГУ им. М. В. Ломоносова; начальником первого эшелона комсомольцев-целинников, направленных в Алтайский край. По воспоминаниям Егора Яковлева, который в 1954-55 гг. был вторым секретарём Свердловского районного комитета ВЛКСМ Москвы, в те годы Мясников также стал одним из организаторов публичной борьбы с представителями субкультуры стиляг в столице. В частности, он придумал патрулировать от них улицу Горького.
После учёбы в Высшей партийной школе при ЦК КПСС (1956—1958) Георг Васильевич начал быструю партийную карьеру. С июля 1958 по август 1961 года он работал заместителем заведующего организационным отделом Московского городского комитета КПСС, после этого — вторым секретарём Октябрьского районного комитета КПСС г. Москвы (август 1960 — май 1961 года), затем был переведён в аппарат ЦК КПСС на должность инструктора отдела партийных органов по РСФСР (май—сентябрь 1961 года).
Как и многие сотрудники столичных органов ВЛКСМ, в молодости Георг Мясников принадлежал к группировке партийной молодёжи — так называемым «комсомольцам» (шелепинцам), лидером которой был секретарь ЦК КПСС Александр Шелепин. С принадлежностью к данной группе был связан как быстрый взлёт партийной карьеры Мясникова в Москве, так и последовавший за этим длительный застой в Пензе.

## Деятельность в Пензенском обкоме КПСС
22 сентября 1961 в возрасте 35 лет Георг Мясников был избран вторым секретарём Пензенского обкома КПСС. По словам его сына Михаила, назначение в Пензу Георг Васильевич «воспринял с огромным удовольствием, как возвращение к родным корням. Первое, что сделал — нашёл могилу отца» и поставил ему памятник.
Мясников был одним из инициаторов развития и укрепления материальной базы торговли, бытового обслуживания, общественного питания, здравоохранения, пищевой промышленности, переустройства сельской промышленности, создания сельских строительных организаций, укрепления органов охраны общественного порядка, формирования сети подростковых клубов, создания многочисленных объектов культуры, улучшения качества идеологической работы в Пензенской области.

### Идеологическая работа
Как «главный идеолог» области, Мясников организовывал и курировал процесс идейно-воспитательной работы Пензенского областного комитета КПСС.
В середине 1980-х гг., рассказывая об опыте этой работы, даже в официальных изданиях он относил к ключевым идеологическим инструментам, влияющим на сознание масс, не только наглядную политическую агитацию (доски почёта, информационные стенды, плакаты, «красные уголки» и пр.) и монументальную пропаганду (памятники советским политикам, мемориалы и памятники павшим в Великой Отечественной войне), но также музейное дело, историко-культурные заповедники, элементы архитектурно-художественного оформления населённых пунктов, предприятий, организаций (стелы, памятные знаки и пр.) и даже природно-экологические объекты (сады, скверы, парки, лесопарки).
Размышляя о своих целях и задачах в области идеологической пропаганды на страницах личных дневников, Мясников сводил её, в первую очередь, к культурному строительству, как основе воспитания патриотизма:

«Моё устремление: 1) сделать Пензу интересным городом, пробудить у жителей настоящую любовь к городу, патриотизм. Но одними лозунгами сделать это сложно, нужна материальная основа. Надо иметь то, чем гордиться. 2) В ходе революции ни один народ не растерял традиций столько, сколько русский народ. Поэтому основная направленность „интересных“ строек — это возрождение русского духа, национального достоинства русского человека. Отсюда всё идёт, этим питается» (запись от 3.04.1973 г.).

Мясников также считал неотъемлемой составляющей идеологической работы краеведение, которое активно поддерживал, способствовал его развитию и пропаганде, требуя от всех региональных партийных и хозяйственных руководителей уделять больше внимания краеведческим вопросам. По инициативе Мясникова Пензенский обком КПСС обязал все райкомы, горкомы, партийные и хозяйственные организации создать музеи воинской и трудовой славы на всех крупных предприятиях, в организациях и учебных заведениях. Это стало качественно новым явлением в сравнении с уже существовавшими в СССР «красными уголками» («ленинскими комнатами»). В качестве ключевых направлений краеведческой работы второй секретарь Пензенского обкома выделял: сбор материалов по истории населённых пунктов, предприятий и организаций, биографических сведений о выдающихся земляках, сбор материалов и экспонатов народного творчества, охрану памятников истории и культуры, изучение и охрану природы, а также неизбежный для того времени «ленинский фактор» (изучение связи В. И. Ленина с тем или иным советским регионом). Кроме того, Мясников сам написал ряд историко-краеведческих статей о Пензе и две книги — по истории Пензенского края XVI—XVIII вв. и об объектах культуры Пензенской области времени 1980-х гг.

### Культурное строительство
Культурное строительство в Пензенской области считается главным достижением Георга Васильевича на посту второго секретаря обкома. По словам Лоллия Замойского, культура была «пламенной страстью Мясникова». В служебных характеристиках второго секретаря обкома также подчёркивалось, что он «со знанием дела решает практические вопросы хозяйственного и культурного строительства».

Памятник М. Ю. Лермонтову в Тарханах. 1985.

#### Развитие музейного дела
Георг Васильевич активно участвовал в капитальной реконструкции и перестройке культурно-просветительской деятельности Лермонтовского музея-заповедника «Тарханы» в Белинском районе, музея-усадьбы Виссариона Белинского в г. Белинский и музея Александра Радищева в селе Радищево Кузнецкого района.
В частности, по инициативе Мясникова в 1971 году в «Тарханах» впервые прошёл Всесоюзный Лермонтовский праздник. С тех пор Всесоюзные (ныне — Всероссийские) Лермонтовские праздники около 40 лет ежегодно проходят в «Тарханах» в летнее время. Их посещают десятки тысяч туристов, множество деятелей культуры, искусства, литературы, эстрады, а также государственных, политических и общественных деятелей. В 1974 году Мясников добился переноса в «Тарханы» из села Шипово Липецкой области праха отца поэта — Юрия Петровича Лермонтова (1787—1837). Мясников лично курировал процесс создания памятника Михаилу Лермонтову в Тарханах. Как и в случае с памятником Денису Давыдову, второй секретарь обкома убедил скульптора создать образ поэта не в военной форме, а в гражданской одежде (Лермонтова часто изображали поручиком и Мясников считал, что «погоны душат поэта»). Памятник в Тарханах работы Олега Комова был открыт 9 июня 1985 года и некоторыми деятелями культуры считается одним из лучших памятников Лермонтову.
В годы работы в Пензенской области Мясников инициировал создание ряда музеев. Наиболее известный из них — Музей одной картины (1983). Это уникальный, единственный в России и мире музей. Он не имеет постоянной экспозиции. Вниманию посетителей представляется одно-единственное живописное полотно, подробный рассказ о котором предваряет слайд-фильм о жизни и творчестве художника. В разные годы в музее выставлялись картины Ге, Федотова, Репина, Шишкина, Петрова-Водкина, Саврасова, Боровиковского, Рембрандта, Тициана, Васнецова, Левитана, Кустодиева и др. В 2002 году музею было присвоено имя инициатора его создания.

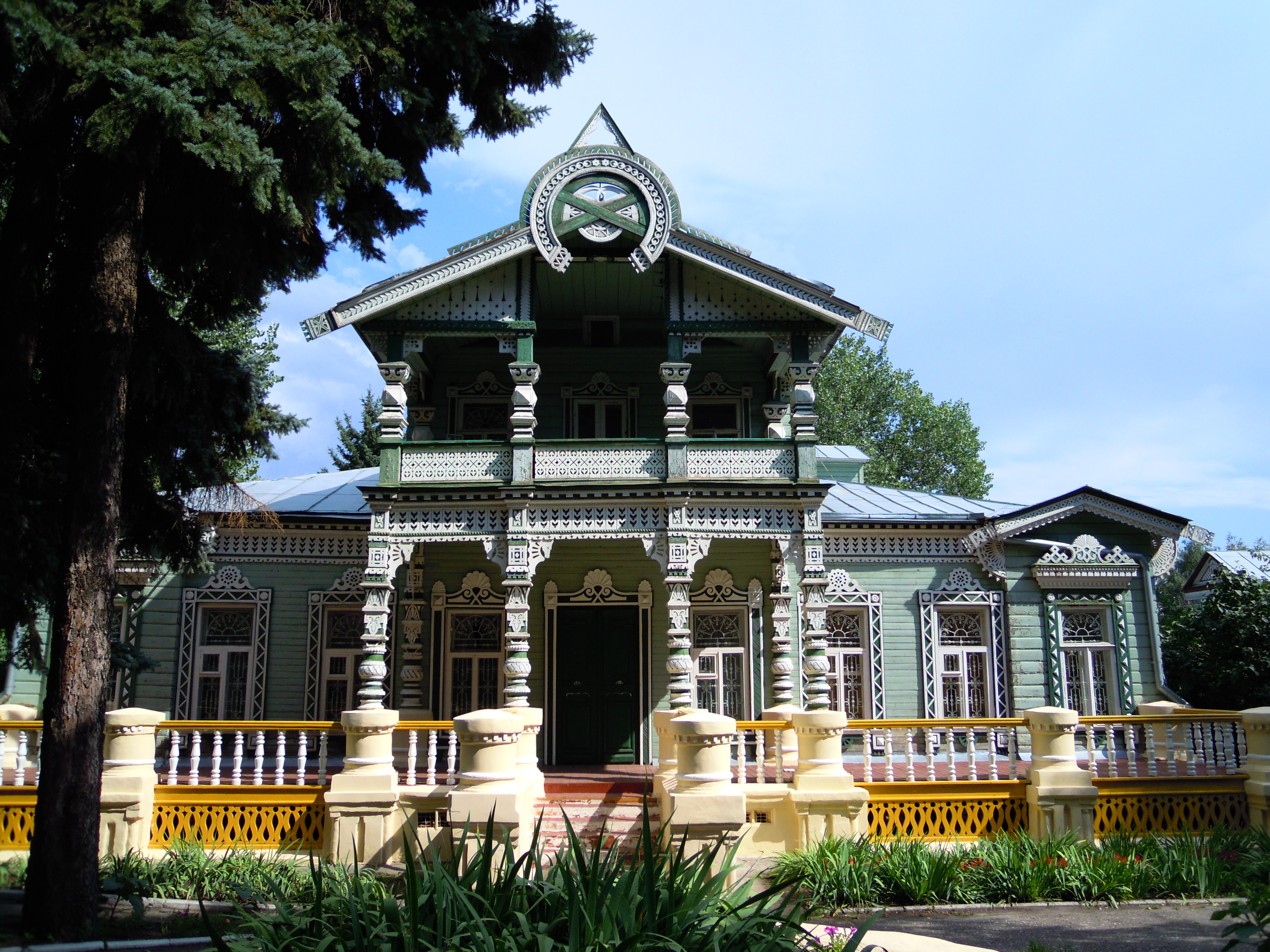
Музей народного творчества в Пензе

Также, при активном участии Мясникова были созданы следующие музеи в Пензе и других населённых пунктах области:
- Музей-читальня Ильи Ульянова (1970) в Пензе[39];
- Музей народного творчества в Пензе (1975)[40];
- Музей советского писателя Александра Малышкина в Мокшане (1977)[41];
- Музей советского нейрохирурга Николая Бурденко в Пензе (1976)[41];
- Музей и памятник русского писателя Александра Куприна (1981) в Наровчате[41];
- Музей-театр Всеволода Мейерхольда (ныне — Центр театрального искусства «Дом Мейерхольда») в Пензе (1984)[42];
- Литературный музей в Пензе (1989)[43];
- Музей русского историка Василия Ключевского в Пензе (1991)[40].

По инициативе Мясникова Пензенский обком КПСС начал создание краеведческих музеев воинской и трудовой славы на предприятиях и в организациях области (заводах, фабриках, колхозах, административных учреждениях), в учебных заведениях (школах, техникумах, институтах). Всего, таких небольших музеев в регионе появилось около 650. Но, в их числе были и мощные заводские музеи при крупных предприятиях (Производственном объединении «Завод имени Фрунзе» (1984) в Пензе и др.).
При поддержке Мясникова Пензенской областной картинной галерее им. К. А. Савицкого в 1986 году было передано новое здание, площади которого позволили значительно увеличить постоянные экспозиции, демонстрировать больше полотен из запасников и создать музеи Константина Савицкого, Ивана Горюшкина-Сорокопудова, Аристарха Лентулова.
Также он способствовал началу процесса реставрации одного из крупнейших памятников православной культуры Пензенской области — Троице-Сканова монастыря в Наровчатском районе. В конце 1970 — начале 1980-х гг. расселили всех жителей коммунальных квартир, располагавшихся в монастырских кельях, перестали использовать здание церкви под склад, начали восстановительные работы (на средства областного управления культуры). Но в те годы так и не удалось закончить реконструкцию монастырского комплекса.

#### Создание памятных сооружений
Второй секретарь обкома активно участвовал в создании памятников воинам, уроженцам Пензенской области, погибшим в годы Великой Отечественной войны, в Пензе (в том числе, Монумент воинской и трудовой славы в центре города, 1975), Кузнецке, ряде райцентров и сел области.

Памятник «Первопоселенец» в Пензе

Бюст Дениса Давыдова в Пензе

По личной инициативе Георга Мясникова были созданы:
- Сторожевая башня с бревенчатым частоколом на Мокшанском валу в Мокшанском районе (1972) ;
- Тамбовская застава в Пензе (1972);
- Модель Башенных часов «Кукушка» в Пензе (1974);
- Памятный камень писателю Петру Замойскому в селе Соболевка Каменского района (1976);
- Мемориал русского писателя Михаила Загоскина (1978) в селе Рамзай Мокшанского района;
- Памятник «Первопоселенец» в Пензе (1980);
- Блоковский мемориал в Бекетовской роще (статуя юного Александра Блока, барельефы Андрея Бекетова (деда поэта) и его брата Николая Бекетова на трассе Пенза-Сердобск, около села Раевка Колышлейского района) (1980);
- Бюст писателя и философа Александра Радищева (1980) в Кузнецке;
- Пугачёвский камень на улице Московской в Пензе (1982);
- Стела с барельефом советского писателя Фёдора Гладкова в Малосердобинском районе (1983);
- Бюст героя Отечественной войны 1812 года, поэта Дениса Давыдова (1984) в Пензе;
- Бюст Героя Советского Союза, защитника Брестской крепости Андрея Кижеватова в с. Кижеватово Бессоновского района;
- Памятник «Старик-Хопёр» у истоков реки Хопёр в селе Кучки Пензенского района.

Наиболее известный из этих монументов — скульптурная композиция «Первопоселенец». Этот памятник был открыт 8 сентября 1980 года в день 600-летия Куликовской битвы. Сегодня он является одним из наиболее известных и узнаваемых символов г. Пензы.

#### Развитие театрального искусства и народного творчества
Мясников активно поддерживал Пензенский областной драматический театр. Второй секретарь обкома лично инициировал приглашение в Пензу некоторых главных режиссёров театра, помогал их деятельности и деятельности актёров, решая служебные и бытовые вопросы. Он лично курировал процесс капитальной реконструкции здания театра в 1970-х гг.
Георг Васильевич также сыграл весьма значительную роль в перестройке деятельности Пензенского кукольного театра «Орлёнок» (с 1991 года — Пензенский областной театр кукол «Кукольный дом») и создании детского кинотеатра «Илюша» (кинозал был оборудован внутри самолёта Ил-18, установленного на набережной реки Суры в Пензе).
Кроме того, на посту второго секретаря обкома Мясников поддерживал создание и развитие Пензенского русского народного хора им. Октября Гришина, оркестра народных инструментов «Пенза», фольклорного ансамбля «Реченька», хореографического коллектива «Зоренька» и др.

### Создание и обустройство мест отдыха
В годы работы в Пензенской области, Г. В. Мясников внёс определённый вклад в создание и обустройство мест отдыха в областном центре, а также некоторых городах и районах данного региона.

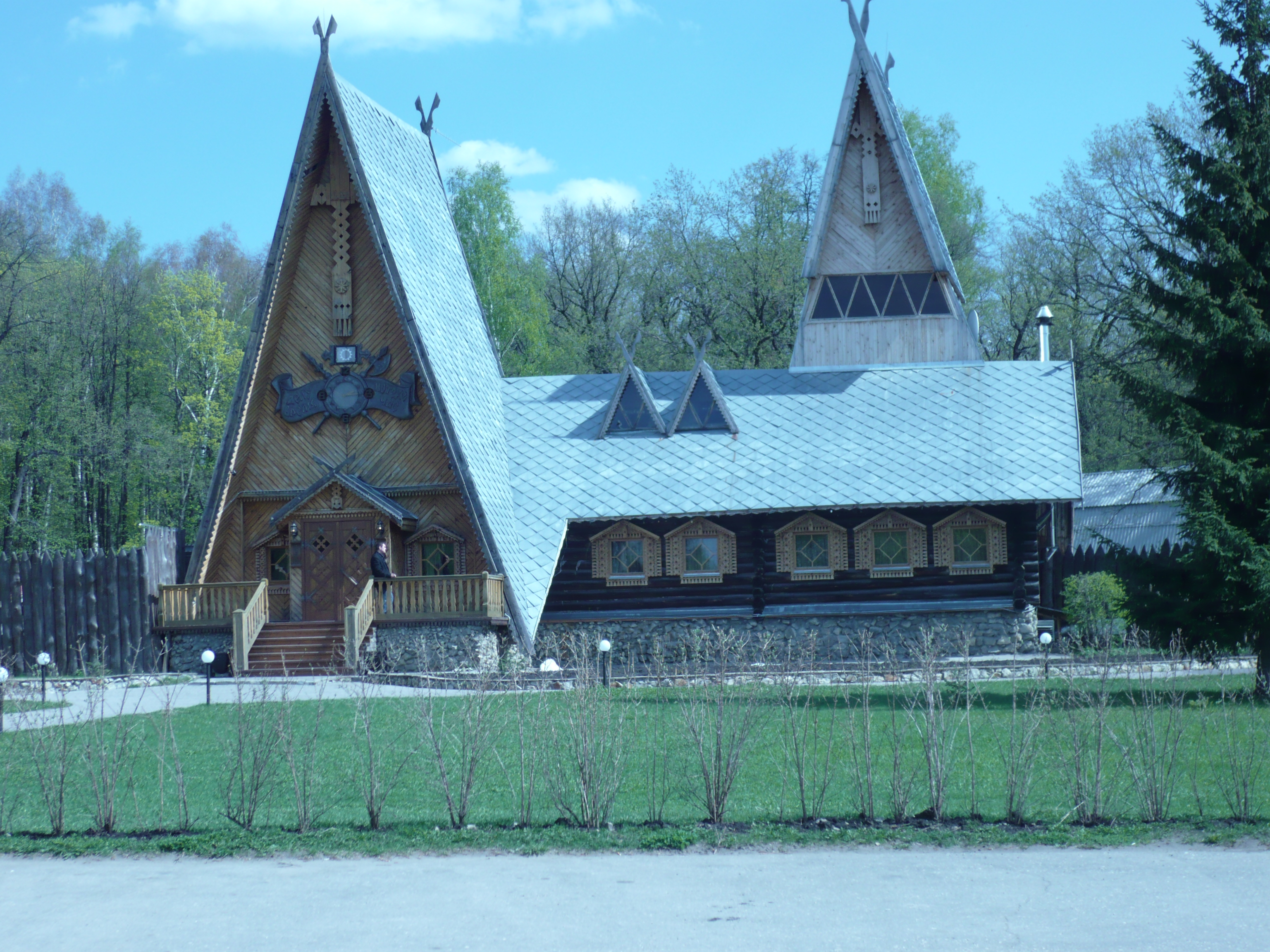
Ресторан «Засека». г. Пенза.

Так, он инициировал создание тропы здоровья в Центральном парке культуры и отдыха им. В. Г. Белинского в Пензе, туристических баз «Чистые пруды» в Мокшанском районе и «Чембар» в Белинском районе, обустройство родников «Чайник» в Мокшане и «Самовар» на тропе здоровья в Пензе, установку деревянных скульптур сказочных и былинных персонажей на тропе здоровья.
Второй секретарь обкома принимал участие в создании пензенского ресторана «Засека» (1978), построенного в виде средневекового деревянного терема с декоративной сторожевой башней в городском лесу. Он инициировал строительство ресторана «Бочка» на берегу Суры и памятника деревянной архитектуры второй половины XX века — резного трактира «Золотой петушок» на трассе М5 «Урал» у северной окраины г. Пензы.

### Спортивное строительство
Георг Мясников проявлял большой интерес к спорту и созданию спортивных объектов. На посту второго секретаря Пензенского обкома КПСС он поддерживал пензенских спортсменов и «радовался любым их успехам».
Мясников сыграл значительную роль в строительстве в Пензе стадиона с искусственным льдом «Темп», Дворца водного спорта (1970), велотрека «Сатурн» (1981), автодрома «Вираж» (1986), новых спортивных залов, стрелковых тиров, хоккейных площадок и др. Он инициировал создание школ Олимпийского резерва по прыжкам в воду и хоккею, школы высшего спортивного мастерства, открытие свыше 200 подростковых клубов.
Георг Васильевич также курировал пензенскую хоккейную команду «Дизелист». По словам Михаила Мясникова, эта команда стала для его отца «родным детищем». Деятельность второго секретаря обкома КПСС способствовала формированию у пензенцев значительного интереса к хоккею. Благодаря Мясникову «в Пензе царил культ этой игры». В 1960-е — 1970-е годы воспитанники пензенской школы хоккея играли в лучших командах СССР, становились чемпионами мира, Европы и Олимпийских игр. За эти годы было подготовлено 3 мастера спорта международного класса и 150 мастеров спорта СССР.
В служебных характеристиках второго секретаря обкома также подчёркивалось, что он «вносит большой личный вклад в развитие физкультуры и спорта, воспитание высококвалифицированных кадров тренеров, спортсменов высокого класса», уделяет значительное внимание развитию материальной базы спорта, «созданию условий для роста мастерства спортсменов».
В 1987 году, в годы работы Г. В. Мясникова в Москве, заслуженный тренер СССР Анатолий Тарасов просил его стать председателем Федерации хоккея СССР, но он отказался из-за нехватки времени — необходимо было заниматься Фондом культуры.

### Кадровая политика
Георг Васильевич обладал умением подбирать грамотных и эффективных исполнителей своих инициатив из числа партийных и государственных служащих региона. По словам Михаила Мясникова, его отец отмечал, что «можно иметь много хороших идей, но без конкретных исполнителей, единомышленников эти идеи останутся мечтой, маниловщиной. К любой идее нужен хороший творец-исполнитель». Благодаря успешному подбору кадров, большая часть его задумок и проектов была реализована.
Аналогичная кадровая политика осуществлялась Мясниковым в среде культуры. Некоторые из современных руководителей пензенских музеев были назначены на свои должности ещё при нём. В частности, директор Пензенской областной картинной галереи Валерий Сазонов возглавил её в 1972 году (в 27-летнем возрасте) и руководил ей до своей кончины в 2015 году. Директор Лермонтовского музея-заповедника «Тарханы» Тамара Мельникова руководила им с 1978 по 2023 годы. Художественный руководитель Центра театрального искусства «Дом Мейерхольда» Наталия Кугель находилась во главе этого музея-театра с момента его открытия в 1984 году до 2020 года.

### Личность секретаря обкома

#### Неординарный советский чиновник
Мясников пользовался уважением в кругах пензенской интеллигенции, представители которых иногда называли его «пензенским просветителем». За пристрастие и любовь к старине и русскости в регионе второго секретаря обкома также иногда называли «Георг Православный» и даже «Георг Святой».
В московских руководящих кругах Мясникова считали «неординарным секретарем обкома» и «самым крутым современным революционером». В московской писательской среде — «белой вороной среди партийных работников». Поэт Андрей Вознесенский имел в виду в том числе и Мясникова, говоря о «прорабах духа». Академик Дмитрий Лихачёв называл его «удивительным человеком».
По мнению Валерия Сазонова, Георг Васильевич был «незаурядным человеком во всех отношениях» и «брэндовой личностью». По словам Кирилла Вишневского, отличался «неординарностью мышления, постоянным поиском нового, необычного, интересного».

#### «Народный секретарь»
Как второй секретарь Пензенского обкома КПСС, Георг Мясников пользовался уважением и авторитетом у населения региона. Иногда его за глаза называли «народным секретарём». Он уделял большое внимание общению с людьми рабочих профессий (комбайнерами, доярками и т. п.) считая, что «чиновники могут много чего приукрасить, обмануть. А люди не обманут!».
Закир Курмаев упоминает, что Мясников «в каждом населённом пункте любил порасспросить старожилов, тех, кто помнит историю своего городка, села. Это редкость была, чтобы он уехал из какого-то села, не поговорив с людьми. Он умел в беседе не давить авторитетом на человека, а наоборот расположить его к откровенности. Люди перед ним раскрывались и говорили то, что думают».
Первый секретарь Наровчатского райкома Михаил Устинов, описывая общение второго секретаря обкома с жителями райцентра Наровчат (при изучении вопроса по созданию дома-музея А. И. Куприна), подчёркивал, что Мясников располагал к себе простых людей «своей непосредственностью, доверием, уважительным отношением. Он умел вести беседу. Умел слушать и слышал собеседника, мало когда перебивал».
Михаил Мясников писал о своём отце: «Меня всегда восхищали его искренняя любовь к простым людям труда. Человек огромной доброты и порядочности, он постоянно подчёркивал, что существует для них, а не они для него».
По некоторым сведениям, Георг Васильевич помогал своим одноклассникам и односельчанам. Вера Анненкова, учившаяся с ним в сельской школе в Пензенской области, упоминает, что «после того, как Мясников вернулся из Москвы командовать Пензой», он встречался с ней и подарил бывшей однокласснице отрез материи на платье.

#### Поклонник культуры и искусства
Второй секретарь обкома посещал все спектакли Пензенского областного драматического театра, поддерживал контакты с режиссёрами и актёрами.
Мясников увлекался современной на тот момент прозой и поэзией. Был «на редкость образованным и начитанным человеком» (Владимир Садчиков). Собрал значительную библиотеку (свыше 10 тысяч томов) в основном русской художественной и мемуарной литературы, а также коллекцию икон.
Пензенский поэт Виктор Агапов, посвятивший Георгу Васильевичу три небольших стихотворения «Моя звезда» (1973), «Поддерживает сердцем…» (1979) и «У камня Пугачёвского» (1982) подчёркивал в них его литературную образованность, простоту общения и ценил его за поддержку пензенских поэтов и развитие культуры.
Мясников также интересовался изобразительным искусством. Увлекался коллекционированием открыток с репродукциями картин художников (собрал их свыше 6 тысяч). Посещая сессии Верховного Совета в Москве «обязательно заглядывал на выставки». Валерий Сазонов подчёркивал, что у Георга Васильевича «был врождённый интеллигентный вкус, который удивительным образом соседствовал с упорством и умением настоять на своем».

#### Человек феноменальной памяти
Мясников имел довольно хорошую память. Валерий Сазонов подчёркивал, что Георг Васильевич «отличался феноменальной памятью. Он знал всех художников, литераторов и актёров».
Закир Курмаев (его личный водитель в 1976—1986 гг.) также вспоминал, что у Мясникова «была великолепная память. Он не забывал даже мелочи». Во время частых служебных поездок по районам Пензенской области второй секретарь обкома постоянно рассказывал ему «когда появилось такое-то село, кто там был помещик, сколько у него было крестьянских душ».
О «феноменально прочной памяти» Мясникова писал и В. Садчиков: он «всё держал в памяти, чем нередко поражал и подстёгивал в деле излишне забывчивых подчинённых».
Михаил Устинов также вспоминал, что у Мясникова была «удивительная память»: «его мозг однажды, взяв нужную информацию, в определённое время подсказывал хозяину форму и метод воплощения идеи в жизнь».

#### Популярный оратор
Второй секретарь обкома обладал талантом хорошего оратора. Люди, слышавшие доклады и выступления Мясникова на региональных предприятиях и в организациях, подчёркивали, что он всегда говорил «по делу» и «без бумажки».
Закир Курмаев вспоминал, что Мясников «откладывал в сторону подготовленные для него материалы и спрашивал у публики, можно он будет говорить своими словами? И как говорил! До сих пор многие вспоминают, о том, как специально ходили его слушать. Причём он настолько тщательно готовился выступить по любому вопросу, что у профессиональной аудитории в той или иной отрасли создавалось впечатление, что он всю жизнь работал именно в их области и знает её досконально».

#### Спортивный болельщик
Мясников очень любил спорт и был заядлым хоккейным болельщиком. Он шутил, что бюро обкома КПСС можно отложить в двух случаях: «Либо в случае форс-мажора, когда война или землетрясение, либо когда на стадионе хоккей!». Часто посещал хоккейные матчи. По словам Закира Курмаева, когда Мясников приходил на хоккей, «весь народ его на трибуне узнавал. Он сидел в небольшой гостевой ложе рядом с болельщиками — легко общался с ними, всегда здоровался».

#### Заядлый курильщик
На протяжении большей части жизни Георг Васильевич был заядлым курильщиком. «Курил лет с 12-ти». Предпочитал папиросы «Беломорканал». По воспоминаниям Владимира Садчикова, блокноты и ежедневники Мясникова всегда были «щедро усыпаны пеплом, казалось бы, бесконечной „беломорины“, без которой его трудно было представить». Служебный кабинет второго секретаря обкома КПСС также постоянно был «прокуренным» и окутанным папиросным дымом. Михаил Мясников замечает: «Отец <...> Всегда мне говорил, что курить очень вредно, но бросить сам так и не смог. Мы дома боролись с его привычкой, но я всегда при этом воспринимал её как признак мужского характера».

#### Энергичный администратор
Мясников был очень энергичным руководителем, постоянно выдвигал и реализовывал новые инициативы. По воспоминаниям Владимира Садчикова, Георг Васильевич «был из тех людей, которые не просто источали поистине энергетический вихрь дел, поступков, решений, но заражали этой созидательной силой окружающих». Валерий Сазонов говорил о Мясникове, что «его энергия, в сочетании с фантазией, позволяла осуществлять смелые и неординарные планы». По словам Закира Курмаева, второй секретарь обкома «любил ввязаться в самые сложные задачи, брал те участки, на которых что-то шло не так. Там, где всё нормально, ему было неинтересно». Кроме того, Мясников «очень не любил кабинетную работу! Старался вырваться на объекты лично. …Большая часть его рабочего времени проходила „на колёсах“. Он стремился все видеть сам и разбираться лично в каждом вопросе. Его интересовали все отрасли, все сферы жизни области. В каждой поездке посещал не только те объекты, что были запланированы, но все, что ему было интересно. …он не просто так ехал в какой-то район, в какое-то село, а специально готовился к каждой поездке, изучал это место по историческим и справочным материалам». Также «не любил любой пышности, кавалькад машин в поездках. Предпочитал даже не на „Волге“ ездить, а на вездеходе».
Даже находясь на вынужденном лечении в больницах, второй секретарь обкома не прекращал заниматься служебной деятельностью. По воспоминаниям пензенского врача Анны Волченковой, которая делала ему анестезию во время операции, «едва придя в себя, Георг Васильевич превратил палату реанимационного отделения в рабочий кабинет и зал заседаний».

#### Властный и жёсткий руководитель
Как представитель высшего звена обкома КПСС, Мясников обладал огромным влиянием и, по его собственным словам, «почти безраздельно господствовал» в Пензенской области. Знавшие второго секретаря обкома люди отмечали такие черты его характера как властность, жёсткость и непредсказуемость.
За годы работы в Пензенской области у второго секретаря обкома имели место нередкие для руководителей такого уровня столкновения интересов и конфликты с другими ответственными работниками. Закир Курмаев вспоминает, что Мясников «у некоторых вызывал ревность. Потому что, бывало, перехватывал их дела, которые шли плохо. Был пример с велотреком „Сатурн“, который долго никак не могли построить. Когда за дело взялся Мясников, он сумел воодушевить всех, кто был к нему причастен. „Завёл“ Мостотряд № 20, поддержал его сотрудников материально, даже питание на стройке организовал, выезд буфета. И велотрек построили в короткие сроки».
Советский писатель Пётр Проскурин вспоминал, что второй секретарь Пензенского обкома КПСС был «человек действительно интереснейший, умный… но, естественно, несущий на своей личности отпечатки своего времени и его противоречий [как партийный функционер высокого ранга]».
Пензенский журналист и политик Александр Кислов подчёркивал, что Мясников — «сильная личность, глыба, человек высокообразованный и властный».
По словам Владимира Садчикова, Георг Васильевич имел довольно сложный характер, «любил власть и умел ею пользоваться», мог позволить себе «начальственную небрежность в разговоре», но это причудливо сочеталось с «подкупающей простотой и мягкостью». Михаил Мясников также подчёркивал, что его отец «считался очень жёстким администратором, но внимательным и отзывчивым человеком, за что всегда пользовался искренним уважением и любовью большинства сельских и городских жителей».
Как руководитель, Мясников был очень жёстким и требовательным. «Страшно не любил опозданий и вранья». «Совершенно не переносил халтуры и необязательности». Мог очень сурово, а иногда и грубо критиковать административных руководителей городского и районного звена за промахи. По словам председателя Пензенского горисполкома Александра Щербакова, «умел и любил это делать» и был непредсказуемым человеком.

### Несостоявшиеся карьерные назначения
В апреле 1979 года, когда первый секретарь Пензенского обкома КПСС Лев Ермин был назначен первым заместителем председателя Совета Министров РСФСР, второй секретарь Георг Мясников (наряду с председателем Пензенского облисполкома Виктором Дорошенко) считался одним из наиболее вероятных преемников Ермина на посту главы области. Но в итоге регион возглавил секретарь Пензенского обкома КПСС Фёдор Куликов.
Кроме того, в конце 1970-х — начале 1980-х гг. по Пензе время от времени ходили слухи, что Мясников вскоре будет назначен первым секретарём Пензенского обкома КПСС, первым секретарём обкома Мордовской АССР, заместителем министра культуры СССР, председателем Комитета по физической культуре и спорту СССР. Но эти назначения также не состоялись.
Георг Васильевич связывал свой карьерный застой (он пробыл на должности второго секретаря Пензенского обкома свыше 25 лет) со своим комсомольским прошлым — принадлежностью к группировке Александра Шелепина в КПСС в начале 1960-х гг. В дневниках он писал: «…и меня не забыли, держат всех на примете и учёте. Говорят, что мое личное дело не раз со всякими предложениями таскали в ЦК КПСС, но как только просвечивало комсомольское прошлое, отбрасывали». В частности, он полагал, что именно из-за этого его не избрали секретарём ВЦСПС и т. п.
Мясников также упоминает, что в октябре 1978 года ему предлагали должность в аппарате ЦК КПСС — советника по партийному строительству при НДПА в Афганистане (там начали создавать партструктуру при поддержке СССР), однако он сам отказался от неё по семейным обстоятельствам.

### Оценки и значение деятельности на посту второго секретаря Пензенского обкома КПСС
Подводя итоги своей деятельности в Пензенской области Георг Мясников писал в личных дневниках:

«Сделать удалось многое. Пенза из захудалого и малоизвестного города стала центром российской культуры, образцом для подражания. И это — главное. Могут сохранить, могут ухудшить небрежением, но основного из того, что сделано, уничтожить невозможно. Останутся музеи, памятники, обелиски. Может, кто-нибудь и когда-нибудь помянет добрым словом. Это и даёт удовлетворение» (запись от 26.08.1985 г.); 

«…многое, что мною сделано в Пензе, внешне кажется результатом творческого поиска, фантазии, увлечённости, а на самом деле — от скуки, желания проявить свои способности в чём-то реальном, конкретном, выделиться из серости окружения. Удача состоит в том, что всё выдуманное и сделанное оказалось неожиданным не только для Пензы, но и для развития советской культуры, для страны» (запись от 13.06.1986 г.).

Вплоть до настоящего времени Мясников является одним из самых известных и узнаваемых государственных деятелей в истории Пензенской области. Результаты его работы в регионе, как правило, вызывали и вызывают положительные отклики. Почти все сходятся во мнении, что за 25 лет работы на посту второго секретаря обкома, Георг Васильевич чрезвычайно много сделал для культурного развития региона, который, благодаря этому, стал более известным и привлекательным.
Об этом говорили многие российские писатели, художники, деятели культуры, подчёркивая, что Мясников «много сделал для культурного подъёма Пензы» (Пётр Проскурин), «создал в Пензенской области подлинный очаг культуры в советские времена, открыв там массу музеев» (Савва Ямщиков)
, «превратил Пензу в поистине историко-культурный рай-заповедник» (Владимир Енишерлов, Борис Егоров), вёл «титаническую работу … по созданию и развитию очагов исторической памяти в области и самой Пензе» (Лоллий Замойский), сделал для своего региона «невероятно много», «последовательно строил систему воспитания людей историей и культурой „малой родины“», (Александр Хорт), стал «подарком для Пензы» (Валерий Сазонов), был «воплощением самого душевного, самого заботливого, самого серьёзного отношения к культуре» (Тамара Мельникова), являлся «подвижником», благодаря которому «Пенза, „непровинциальная провинция“, превратилась в заповедник культуры» (Андрей Вознесенский).
Второй секретарь Никольского райкома КПСС Александр Логинов, долгие годы возглавлявший идеологическую работу в Никольском районе Пензенской области, называл Мясникова «пензенским Шлиманом, который в буквальном смысле вернул Пензу из политического и культурного небытия».
Закир Курмаев подчёркивает, что Мясников «стремился действительно что-то создавать — особенно музеи, культурные учреждения. И говорил об этом: „Вот это мы действительно что-то обозначили. Это надолго!“ Когда в разных районах появлялись при его участии значимые объекты, и люди начинали о них говорить, он очень радовался, буквально жил этим».
Участник создания пензенского Музея одной картины, писатель Владимир Порудоминский, размышляя о культурном строительстве в РСФСР, шутил, что «всё хорошее везде обычно делается вопреки воле начальства, и только в Пензе — по приказу Мясникова!».
Писатель Валентин Распутин в 1988 году в журнале «Наш современник» писал: «Таких руководителей, как бывший секретарь обкома в Пензе, Георг Васильевич Мясников, раз, два и обчёлся!».
В конце 1980-х гг. поэт Андрей Вознесенский, отвечая на вопрос, откроют ли когда-нибудь музей Марка Шагала на родине художника в Витебске, сказал: «Уверен, откроют. Найдется в Витебске свой Мясников».
Пензенский культуролог и краевед Николай Инюшкин отмечал, что Мясников вписан в историю Пензенской области, так как помогал всей своей деятельностью сделать эту историю «частью души и сердца людей, которые здесь живут. Уроки Мясникова — это уроки, которые мы должны снова и снова повторять, если мы хотим, чтобы о Пензенской области говорили как о славном и достойном уважении крае».
Академик Дмитрий Лихачёв неоднократно ставил в пример деятельность 2-го секретаря Пензенского обкома КПСС, называя его замечательным и удивительным человеком. В рецензии на книгу Г. В. Мясникова «Отчизна в сердце нашем» Лихачёв подчёркивал, что «пензенский опыт использования памятников истории и культуры, безусловно, самый передовой и самый деятельный [в РСФСР]». В телеинтервью в марте 1986 года, говоря о Мясникове, Лихачёв заметил, что «деятельность таких людей имеет не только нравственно-воспитательный, но и экономический эффект… Потому что люди начинают любить свой край, свою область, свой город, своё село. Там образцовый порядок с памятниками культуры. И отъезд из этой области прекратился. …это очень трудно учитываемый эффект, но эффект совершенно определённый… Нужны привязанности в нашей жизни. Эти привязанности играют колоссальную роль».
Корреспондент журнала «Наше наследие» С. Б. Леонов в беседе с председателем Союза краеведов России С. О. Шмидтом в 2005 году подчёркивал, что «когда-то пример всему Советскому Союзу в деле исследования родного края, возрождения местных традиций, установки памятников знаменитым землякам и т. д. подавала Пензенская область. Делалось это во многом благодаря Г. В. Мясникову, одному из областных руководителей, истинному подвижнику».
Под влиянием Мясникова, культурное строительство, наряду с активным развитием краеведения, стало одним из основных звеньев идеологической работы Пензенского обкома КПСС, что стало относительно новым веянием в РСФСР. В середине 1980-х гг. пензенский опыт этой деятельности активно пропагандировался центральными властями и был рекомендован к использованию другим регионам. Уже на закате советской власти «ленинские комнаты» в СССР начали дополнять материалами по истории предприятий и организаций, архитектурных и скульптурных памятников региона, видами природы и т. п.

## В Советском фонде культуры
В 1986 году Георг Мясников рассматривался в руководящих кругах СССР в качестве кандидата на пост министра культуры РСФСР, а затем — на должность руководителя создаваемого в тот момент Советского фонда культуры (фонд был создан 12 ноября 1986 года). Но в итоге председателем правления фонда стал академик Дмитрий Лихачёв, а Мясников — его первым заместителем. Одним из членов президиума фонда стала Раиса Горбачёва — супруга Генерального секретаря ЦК КПСС Михаила Горбачёва.
В качестве первого заместителя председателя Георг Васильевич осуществлял текущее и фактическое руководство деятельностью фонда культуры, так как Дмитрий Лихачёв был уже в преклонном возрасте и жил не в Москве, где базировался фонд, а в Ленинграде. Мясников самостоятельно принимал многие решения, напрямую контактировал с ЦК КПСС и Раисой Горбачёвой, не всегда информируя председателя фонда. Это стало причиной недовольства Лихачёва и создало некоторую напряжённость в их отношениях. Академик Лихачёв намекал в интервью «Известиям», что «партократы» мешают ему руководить фондом, превращая его в «обком культуры». Мясников, в свою очередь, тяготился излишней, по его мнению, «опекой» председателя, считая, что «не столько дело, сколько ревность движет им» и давал понять, что не следует превращать фонд культуры в фонд Лихачёва.

### Деятельность
За время работы в фонде Мясников много сделал для развития международных культурных связей, возвращения в страну культурных ценностей (архивных документов, картин, рисунков), развития благотворительности, попечительства, меценатства.
Он содействовал созданию Фонда Рериха, Международного благотворительного фонда поддержки талантов «Новые имена», журнала «Наше наследие», дома-музея Марины Цветаевой в Москве, дома-музея Корнея Чуковского в Переделкино, музея Сергея Лемешева в Тверской области, дома-музея Петра Чайковского в г. Алапаевске Свердловской области, Музея частных коллекций, Клуба коллекционеров СССР и других.
Мясников принимал участие в создании памятника Сергию Радонежскому в с. Городок Загорского района Подмосковья. Также занимался вопросами создания в Москве памятника маршалу Жукову и мемориального комплекса на Поклонной горе (в частности, выдвигал инициативу переноса на Поклонную гору праха крупнейших советских полководцев времён Великой Отечественной войны и создания масштабного пантеона славы).
В 1988 году поддержал идею организации экспедиций на Соловецкие и Валаамские архипелаги с целью разработки программы возрождения этих святых для России мест. Предложения и выводы этих экспедиций впоследствии были использованы при возрождении и развитии монастырских комплексов на данных островах.

### Взаимоотношения с фондами Сороса в СССР
В 1987—1988 годах Мясников вёл переговоры по созданию и формировании структуры Советско-американского фонда «Культурная инициатива», учредителями которого со стороны СССР выступили — Советский фонд культуры и Советский фонд мира, а со стороны США — Фонд Сороса. В дневниках за 1988 год он упоминал о настороженном отношении к Джорджу Соросу и его фонду, а также «внутреннем неприятии» этого человека («Сорос меня не любит и боится. Понимает, что я понимаю его») и консультациях с коллегами из Венгрии, где уже действовал Фонд Сороса («…беседа с венгерской делегацией […] Настороженно относятся к Фонду Сороса. Говорят, что внутри Венгрии он откровенно опирается на оппозицию. Им его устремления к „открытому обществу“ понятны. Нам надо быть внимательнее…»). Вместе с тем Мясников не был противником попыток развития международного сотрудничества такого рода. В ходе телефонного разговора с членом Политбюро ЦК КПСС и секретарем ЦК КПСС Александром Яковлевым, на вопрос Яковлева: «Как Сорос?» он ответил: «Хитрый, меня не любит как классового врага, но отказываться не следует».
Первоначально (с сентября 1987 года по апрель 1989 года), вместе с Дж. Соросом Мясников был одним из двух сопредседателей правления (с правом вето) Советско-американского фонда «Культурная инициатива». Выступал с рабочей критикой некоторых действий Дж. Сороса в рамках этого фонда, в частности, упрекал Сороса в попытках вмешиваться в деятельность комиссий фонда и оказывать влияние на отбор проектов для финансирования (изначальные договорённости предполагали невмешательство ни Сороса, ни властей СССР). Сам Дж. Сорос, упоминая о «любезных манерах» и «безукоризненной вежливости» Мясникова, а также о его «внимательном отношении к делу» подчеркивал, что «с Мясниковым было непросто», так как последний высказывался против его отдельных инициатив. Сорос откровенно упоминал о своей негласной попытке отстранить Мясникова от должности сопредседателя правления фонда «Культурная инициатива», заменив его Д. С. Лихачёвым (Дж. Сорос: "Я решил, что надо попытаться найти кого-то, с кем бы мы лучше понимали друг друга. Академик Лихачев, председатель Фонда культуры, казался мне идеальной кандидатурой. И я поехал в Ленинград, что бы с ним встретиться. […] Он бы, конечно, был бы лучшим сопредседателем, чем Мясников. Когда я попросил его об этом, он позвонил кому-то в ЦК, и, когда тот человек ему перезвонил, […] Лихачев на протяжении всего разговора не сказал ни слова, он лишь кивал. […] Положив трубку, он сказал: «Ничего не поделаешь. Сопредседателем должен быть Мясников»).
Уже впоследствии Г. Мясников и Дж. Сорос вошли в Совет попечителей фонда «Культурная инициатива», а новыми сопредседателями правления фонда вместо них стали их заместители — Владимир Аксёнов (СССР) и Антонина Буис (США). Однако неподконтрольность фонда вызывала недовольство Дж. Сороса и вскоре привела к закрытию этой организации в СССР (Сорос заявлял, что «открытое общество» строилось закрытым обществом людей с советским менталитетом).

### Отставка и её последствия
Мясников ушёл из фонда культуры 14 февраля 1992 года после затяжного конфликта с Дмитрием Лихачёвым и его окружением. Его добровольная отставка была во многом вынужденной и неизбежной. Савва Ямщиков подчёркивает, что Мясникова «заставил уйти» Лихачёв, Владимир Енишерлов и Борис Егоров открыто говорят, что Лихачёв «отправил в отставку» своего первого заместителя. Окружением Лихачёва через ИТАР-ТАСС был запущен слух, что Мясников подал в отставку «по требованию членов Президиума фонда, которые выразили ему вотум недоверия». Мясников назвал это ложью и потребовал опровержения. Его преемник Владимир Нерознак призвал журналистов не представлять уход Мясникова «как революционный переворот», но подчеркнул в интервью ИТАР-ТАСС, что «заканчивается период, связанный с Советским фондом культуры, уходят его руководители».
Уже через два месяца после отставки Мясникова, 9 апреля 1992 года, Дмитрий Лихачёв на рабочем заседании Совета фонда констатировал, что «Фонд культуры в последние месяцы сократил сферу своей деятельности» и что «ходят разговоры о развале Фонда». Лихачёв также намекнул, что Владимир Нерознак оказался неспособен заменить Мясникова на посту первого заместителя председателя фонда: «Кроме Владимира Петровича, который работает на полставки и, как научный работник, не может здесь проводить всё время, должен быть человек — вот как Георг Васильевич, который приходит к началу работы и до конца здесь находится, оперативно решая все вопросы».
Многие сотрудники фонда культуры считали уход Мясникова ошибкой Лихачёва, которая привела к форсированному кризису этой организации. Борис Егоров вспоминал, что после того как Мясникова заменили на «невыразительного и абсолютно лишённого опыта организационной работы научного сотрудника Российской Академии наук, Фонд культуры начал разваливаться на глазах. Это стало началом конца того удивительного культурного института, которым стал всего за 5 лет Советский Фонд культуры». Владимир Енишерлов считает, что, убрав Мясникова, Лихачёв «уничтожил тот Фонд и его удивительную, постоянно напряжённую творческую атмосферу, которая была при Раисе Максимовне. Это стало началом конца лихачёвской эры Фонда культуры. Без поддержки Раисы Максимовны, отказавшейся к тому времени от работы в Фонде, без Г. В. Мясникова, отлично с ней сотрудничавшего, несмотря на нередко возникавшие проблемы, замечательная организация, первый в нашей стране общественный Фонд (это теперь их десятки тысяч) стал разваливаться на глазах».
В мае 1993 года из-за продолжающегося кризиса фонда культуры уйти в отставку с поста председателя был вынужден уже сам Дмитрий Лихачёв. Новым председателем Российского фонда культуры был избран кинорежиссёр Никита Михалков.

### Оценки деятельности и личности
Вплоть до настоящего времени, организационно-управленческую работу Георга Мясникова в фонде культуры иногда приводят в пример, как образец грамотного и эффективного подхода, дававшего позитивные практические результаты. Владимир Енишерлов вспоминает, что Мясников «был человеком очень непростым, умным и дипломатичным. Человек чрезвычайно увлечённый …знающий все ходы и выходы в коридорах партийной и советской власти, Г. В. Мясников оказался идеальной фигурой для этой должности в Фонде культуры». Борис Егоров также подчёркивает, что «Г. В. Мясников оказался идеальной фигурой для Фонда культуры. Став 1-м заместителем Д. С. Лихачёва, он много успел сделать и для Фонда и для русской культуры». Савва Ямщиков замечает, что Мясников был «принципиальным человеком» и тем «настоящим хозяином» фонда культуры, «на котором фонд держался, человеком порядочным, не укравшим ни копейки и не давшим украсть другим».

## Последние годы и смерть
После ухода из фонда культуры Георг Васильевич некоторое время работал консультантом Института гуманитарных проблем Российско-американского университета (занимался разработкой программы «Культура российской провинции»).

Могила Г. В. Мясникова на Кунцевском кладбище в Москве

В последние годы он работал консультантом общероссийского общественного благотворительного фонда «Российский детский фонд», а затем — международной общественной благотворительной организации «Центр народной помощи „Благовест“».
Такая деятельность уже не давала прежнего удовлетворения. «Человек ломоносовской кладки, с большим творческим потенциалом оказался невостребованным в той мере, которую позволяли масштабы его личности», — писал об этом периоде жизни Мясникова Лоллий Замойский. В своём последнем интервью Мясников говорил, что Москва — это город одиночества.
Георг Мясников умер 18 июля 1996 года в Москве на 71-м году жизни.
Прощание с покойным прошло в ритуальном зале Центральной клинической больницы (ЦКБ). Православный обряд отпевания проводил митрополит Волоколамский и Юрьевский Питирим, который был близким другом Мясникова.
Георг Васильевич был похоронен на Кунцевском кладбище в Москве.
Многие пензенские газеты сообщили о смерти бывшего второго секретаря обкома в передовицах и разместили трогательные прощальные материалы, посвящённые его заслугам перед областью. Памятную статью о Георге Мясникове опубликовала «Литературная Россия».
В то же время руководство Пензенской области (главой администрации региона в 1993—1998 годах был Анатолий Ковлягин) даже не выпустило традиционный некролог с подписями первых лиц. В Пензе о смерти Мясникова было официально объявлено лишь от имени областного департамента культуры и регионального отделения Российского фонда культуры.

## Увековечение памяти

Мемориальная доска на здании Музея одной картины в Пензе

В 2001 году в Пензе на стадионе «Темп», построенном по инициативе Георга Мясникова, проводился хоккейный турнир в честь 75-летия со дня его рождения, в котором участвовали 6 команд. В церемонии торжественного открытия соревнований 17 марта 2001 года принимали участие губернатор Пензенской области Василий Бочкарёв и сын Георга Мясникова — Михаил Мясников.
6 марта 2002 года по инициативе губернатора Пензенской области Василия Бочкарёва депутаты областного Законодательного Собрания приняли постановление, согласно которому «за особые заслуги перед Пензенской областью» имя Г. В. Мясникова было присвоено созданному им Музею одной картины. На здании музея была торжественно открыта (с участием губернатора) мемориальная доска Мясникову работы скульптора А. С. Хачатуряна. Спустя 15 лет мемориальная доска была отреставрирована и торжественно открыта заново 21 ноября 2017 года.
18 марта 2006 года, накануне 80-летия со дня рождения Г. Мясникова, в Лермонтовском музее-заповеднике «Тарханы» прошёл вечер его памяти, на котором присутствовали коллеги Мясникова, деятели культуры и почётные гости из Москвы и Пензы. В церкви Михаила Архистратига была отслужена заупокойная лития.
В марте 2011 года, в связи с 85-летием со дня рождения Г. Мясникова, вечер его памяти прошёл в Пензенском краеведческом музее, в котором принял участие председатель Законодательного собрания Пензенской области Александр Гуляков и сын Георга Мясникова — Михаил Мясников.
29 апреля 2016 года в преддверии 90-летия со дня рождения Г. Мясникова решением Пензенской городской Думы № 436-21/6 его имя было присвоено одной из улиц г. Пензы в новом микрорайоне Октябрьского района (севернее микрорайона № 6 жилого района «Заря-1»). В городе появилась «Улица Мясникова». В марте 2016 года, в связи с 90-летием со дня рождения Г. Мясникова, региональные памятные вечера с участием родных и коллег Мясникова прошли в Литературном музее и в музее одной картины в Пензе. Пензенским тележурналистом и краеведом Е. П. Белохвостиковым был подготовлен фильм-репортаж «„Пензенские хроники. XX век“. К 90-летию со дня рождения Г. В. Мясникова».
18 марта 2021 года в преддверии 95-летия со дня рождения Г. Мясникова в Государственном архиве Пензенской области открылась виртуальная выставка, посвящённая этому событию. 19 марта 2021 года вечер памяти Г. Мясникова прошёл в Литературном музее в г. Пензе. 20 марта 2021 года в день 95-летия со дня рождения Г. Мясникова в Пензенском краеведческом музее открылась выставка «Служение долгу», посвящённая его работе в Пензенской области, а в музее одной картины прошло памятное мероприятие, на котором прозвучали аудиозаписи интервью Мясникова с открытия музея в 1983 году и фрагменты его дневников в исполнении актёров Пензенского драматического театра. 21-26 марта 2021 года теле-, радиосюжеты и публикации, посвящённые 95-летию со дня рождения Г. Мясникова, выпустили ГТРК «Пенза», газета «Пензенская правда», «Радио России из Пензы»; также 21 марта ГТРК «Пенза» выпустила 38-минутный документальный фильм «„Открытая книга“: „Пензенщина“ Георга Мясникова», включающий прижизненные телеинтервью Г. Мясникова, воспоминания Михаила Полубоярова, Николая Инюшкина и Ларисы Рассказовой.
29 апреля 2021 года депутатами Законодательного собрания Пензенской области был единогласно принят закон Пензенской области «О присвоении муниципальному бюджетному общеобразовательному учреждению средней общеобразовательной школе № 58 города Пензы имени Георга Васильевича Мясникова»; 4 мая закон был подписал врио губернатора Пензенской области Олегом Мельниченко и на следующий день официально опубликован. 1 сентября 2021 года на здании школы была торжественно открыта мемориальная доска Мясникову (автор — заслуженный художник РФ А. И. Фокин). 

Бюст в Пензе

2 февраля 2024 года в Пензе, перед зданием регионального отделения Союза художников России торжественно открыли бюст Георга Мясникова работы скульптора Ю. Е. Ткаченко. В церемонии открытия приняли участие губернатор Пензенской области Олег Мельниченко и сын Георга Мясникова — Михаил Мясников. В этот же день была презентована книга «Георг Мясников. Рождённый созидать», представляющая собой сборник мемуаров коллег Г. В. Мясникова и его сына; в издание также вошли ранее не публиковавшиеся и воспоминания Георга Мясникова о 1920-х — 1940-х годах и большой перечень фотоматериалов, отражающих основные периоды жизни и деятельности Мясникова.
4 марта 2024 года по инициативе губернатора Пензенской области Олега Мельниченко Законодательное собрание Пензенской области посмертно присвоило Г. В. Мясникову «за особые заслуги перед Пензенской областью и ее населением» звание «Почетный гражданин Пензенской области». Знаки и регалии Почетного гражданина Пензенской области были переданы губернатором Пензенской области Олегом Мельниченко и председателем Законодательного собрания Пензенской области Вадимом Супиковым сыну Георга Мясникова – Михаилу Мясникову.

## Награды и звания
Георг Мясников был награждён пятью советскими орденами, рядом медалей и другими наградами.

### Ордена
- орден «Знак Почёта» (1948)[151];
- орден Трудового Красного Знамени (13 июня 1966)  — за достигнутые успехи в выполнении заданий семилетнего плана по развитию государственной торговли и общественного питания[152];
- орден Трудового Красного Знамени (30 августа 1971)  — за успехи в выполнении заданий пятилетнего плана 1966—1970 гг.[152];
- орден Октябрьской Революции (7 декабря 1973) — за успехи в социалистическом соревновании по производству и продаже зерна государству в 1973 г.[152];
- орден Дружбы Народов (14 ноября 1980) — за достигнутые успехи в проведении Московской олимпиады[152];

### Медали
- медаль «За оборону Москвы»[151];
- медаль «За доблестный труд в Великой Отечественной войне 1941—1945 гг.»[151];
- юбилейная медаль «В память 800-летия Москвы»[151];
- юбилейная медаль «За доблестный труд. В ознаменование 100-летия со дня рождения Владимира Ильича Ленина» (26 марта 1970)[152];
- юбилейная медаль «Тридцать лет Победы в Великой Отечественной войне 1941—1945 гг.» ( май 1975)[152];
- медаль «Ветеран труда» (21 сентября 1984)[152];
- юбилейная медаль «Сорок лет Победы в Великой Отечественной войне 1941—1945 гг.» (12 апреля 1985)[152];
- и другие.

### Почётные грамоты
- Почётная грамота Президиума Верховного Совета РСФСР (22 марта 1976) — за многолетнюю и плодотворную работу в партийных органах и в связи с 50-летием со дня рождения[153].

### Почётные звания
- Почётный гражданин Пензенской области (4 марта 2024, посмертно) — за особые заслуги перед Пензенской областью и ее населением[149][154].

## Советские выборные должности, воинское звание
- Депутат Верховного Совета РСФСР шести созывов: 6-го (1963—1967 гг.), 7-го (1967—1971 гг.), 8-го (1971—1975 гг.), 9-го (1975—1980 гг.), 10-го (1980—1985 гг.), и 11-го (1985—1990 гг.). Избирался по Пензенской области[155];
- Делегат шести съездов КПСС: XXII-го (1961 г.), XXIII-го (1966 г.), XXIV-го (1971 г.), XXV-го (1976 г.), XXVI-го (1981 г.) и XXVII-го (1986 г.). Избирался от Пензенского обкома КПСС[155];
- Депутат Московского городского совета народных депутатов (до 1961 г.)[156];
- Депутат Пензенского областного Совета народных депутатов (1961—1963, 1967—1986)[157];
- Член бюро Пензенского обкома КПСС (1961—1986)[155];
- Подполковник (1976)[158].

## Семья
Был женат. Жена — Вера Ивановна Мясникова (1921—2002).
Их единственный сын — Михаил Георгович Мясников (р. 1946), кандидат технических наук, работал в Пензенском политехническом институте. В настоящее время живёт в Москве. До выхода на пенсию работал в МИД РФ. Принимал непосредственное участие в подготовке к изданию дневниковых записей своего отца.
Внук — Георг Михайлович Мясников (р. 1974), офицер запаса ВМФ РФ, хирург, кандидат медицинских наук.

## Сочинения и дневники
Георг Мясников был автором нескольких краеведческих статей, брошюр по наглядной агитации, двух книг, а также дневниковых записей, опубликованных после его смерти.

### Статьи и книги
В конце 1970-х — начале 1980-х годов в областной газете «Пензенская правда» был опубликован цикл статей второго секретаря обкома по пензенскому краеведению: «Старые Черкасы» (1976; в соавторстве с Олегом Савиным), «О Старых Черкасах» (1980), «О времени основания города Пензы» (1981), «Крепость Пенза» (1982), «„Велено город строить“» (1986). Эти материалы составили основу книги Г. В. Мясникова по истории Пензенского края XVI—XVIII вв. «Город-крепость Пенза», которая выдержала два издания (Саратов, 1984; Саратов, 1989).
В середине 1980-х гг. в соавторстве с Николаем Инюшкиным Мясников подготовил к изданию книгу-очерк об объектах культуры (музеях, памятниках, наглядной агитации и т. п.) современной Пензы и Пензенской области «Отчизна в сердце нашем», которая также выдержала два издания (М., 1985; М., 1986). Эта книга, изданная на мелованной бумаге и содержащая многочисленные цветные иллюстрации, на момент выхода явилась одним из лучших в СССР изданий подобного рода. Очень высокую оценку ей дал академик Дмитрий Лихачёв. Для Пензы она представляет важность как одна из первых иллюстрированных книг-альбомов, рассказывающих о современных объектах культуры города и области.

### Дневники
В 2001 году в журнале «Наше наследие» (№ 59-60) были опубликованы небольшие фрагменты дневников Георга Мясникова за разные годы под общим названием «Душа моя спокойна…». Его сын Михаил Мясников написал вступительную статью и составил комментарии. Смысл заголовка — оценка Георгом Васильевичес своей деятельности в Пензенской области: «Круг замкнулся на Пензе. Я и не очень теперь горюю — это моя родина. И если удалось что-то сделать для её прославления, душа моя спокойна и удовлетворена», «…душа моя спокойна — я максимум сделал для пробуждения самоуважения и патриотизма пензенцев. Дай бог, чтобы это кто-либо повторил».
В 2008 году были изданы обширные дневниковые записи Георга Мясникова — «Страницы из дневника» (под редакцией его сына Михаила Мясникова и историка-краеведа Михаила Полубоярова), которые охватывают период с 1964 по 1989 и с 1992 по 1993 гг. и затрагивают очень широкий круг проблем политического, социально-экономического и культурного развития Пензенской области и СССР в целом. Формат издания (776 страниц) представляет собой лишь фрагменты настоящих дневников. По словам Михаила Полубоярова, «если их [дневники Г. В. Мясникова] издать полностью, получилась бы сенсационная книга (примерно 5-6 томов по 700 страниц). Просто время не пришло, люди не готовы воспринимать жёсткие оценки автора своего времени и своего окружения. Не щадил он и себя, выставляя в таком свете, что порой оторопь берет. Это доказывает, что дневник явно не предназначался для печати. Тем выше его научная ценность». Несмотря на уникальность издания, у него отсутствует вступительная статья, почти нет комментариев, а биографический справочник недостаточно полон и имеет отдельные неточности.
Небольшие фрагменты из этой книги были опубликованы в пензенской газете «Улица Московская» в июле 2008 года (№ 27 и 29).

### Мнения о дневниках
Валентин Мануйлов, пензенский журналист и политолог: «Первое впечатление — подвиг. На протяжении почти 30 лет Георг Мясников вел дневник, в котором регулярно записывал, что делал в тот или иной день, куда ездил, с кем встречался, какие поручения давал. Масса фактов, имен, оценок. Учитывая занятость Мясникова, нужно признать, что он совершил подвиг, находя желание и время вести летопись своей жизни.
Учитывая, что Мясников почти 25 лет занимал пост второго секретаря Пензенского ОК КПСС, он по существу создал летопись жизни областной партийной организации, по факту — летопись жизни Пензенской области. Со всеми успехами и провалами.
Второе впечатление — это великая книга. Великая тем, что в ней, в отличие от победных рапортов на партийных съездах, изображена жизнь взаправду. И неправда, что в то время было все хорошо и народ был счастлив. Мясников дает картину суровой реальности, о которой партийно-советское руководство, конечно же, знало. Но сделать враз всех счастливыми они не могли.
…в то время, когда Мясников работал вторым секретарем ОК КПСС, обсуждать можно было только в рамках официальной линии ЦК КПСС. Если бы Мясников вылез со своими мыслями, которые он поверял дневнику, на партийную конференцию или пленум, то его сняли бы в 24 часа, а то и быстрее.
Судя по дневникам, Георг Мясников был диссидент. Не антисоветчик, нет. Просто диссидент. Напоминаю, что слово диссидент означает инакомыслящий. Георг Мясников подвергал сомнению генеральную линию партии. В том смысле, что сомневался в выполнимости планов, спускаемых сверху. Он критически относился к раздуванию культа личности Брежнева и к раздуванию штатов столичных ведомств».

Закир Курмаев (1946—2015), генеральный директор ЗАО «ГАТП № 3» (г. Пенза), личный водитель Г. В. Мясникова в 1976—1986 гг.: «Я читал их просто с упоением! Очень многое узнал и понял. Я считаю, что для нашей истории его дневники очень важны — о таких людях новые поколения должны знать. Ведь Мясников и его коллеги — это поколение руководителей, которые в начале 60-х взяли одну Пензенскую область, а оставили её после себя совсем другой, преображённой».

Павел Крючков, московский литературный критик, научный музейный работник: «Редкий случай познакомиться с откровенным автопортретом партийно-культурного функционера. Немногие из них вели дневники. Ничего неожиданного или поучительного я здесь не нашел. Читать скучно и печально одновременно: Георг Васильевич искренен. Через сто лет, возможно, это станет памятником литературы, как дневники Никитенко. Даже сквозь купюры дневников 90-х видно, до какого разложения дошел возглавляемый несчастным Д. С. Лихачёвым Фонд культуры (Г. Мясников был заместителем и вовремя подал в отставку). Речь не о Лихачёве, перед которым у Мясникова в ранних записях — преклонение, а в поздних — плохо скрываемая неприязнь (то и дело выскакивает рождённое в коридорах Фонда узкожаргонное „академик“), дело, кажется, в тщательно маскируемой самоуговорами и хозяйственными нагрузками многолетней внутренней растерянности и пустоте. До откровенного цинизма Г. В. не дошёл, вот и утешается на старости лет, что в Пензенской области, где он был партийным начальником, трудился во благо. Что правда, то правда. Музей одной картины чего стоит».

## Утраченное и воссозданное наследие в Пензенской области
Отдельные объекты в Пензе и Пензенской области, созданные при непосредственном участии Георга Мясникова, были утрачены в 1990-е годы. Некоторые объекты перестали существовать из-за нехватки финансирования, другие были повреждены или уничтожены вандалами («охотниками» за цветными металлами, хулиганами и пр.). Так, из-за отсутствия финансирования оказался заброшен, а впоследствии разрушен и разворован самолёт Ил-18 (детский кинотеатр «Илюша»); в итоге его демонтировали. Закрылся музей при Производственном объединении «Завод имени Фрунзе» (ныне ОАО «ЗИФ»), оказался в заброшенном состоянии и был осквернён памятник Михаилу Фрунзе перед бывшим главным корпусом завода. Хулиганами были уничтожены все деревянные скульптуры сказочных и былинных персонажей на «тропе здоровья» в Пензе. Охотниками за цветными металлами был частично изуродован родник «Самовар» на «тропе здоровья» (у бронзового самовара отпилили нос с краном и ручки). Исчезли и металлические мемориальные доски с пензенских городских монументов «Тамбовская застава» и «Московская застава» (их восстановили в начале 2010-х годов). В середине 1990-х гг. по аналогичным причинам был разрушен Блоковский мемориал в Бекетовской роще в Колышлейском районе Пензенской области: была украдена бронзовая статуя Александра Блока и барельефы братьев Бекетовых (блоковский мемориал был воссоздан в 2014 году в новом варианте исполнения). В 2009 году полностью сгорело уникальное здание деревянного резного трактира «Золотой петушок», а в 2020 году — деревянное здание-терем ресторана «Засека».

Памятник «Проводы» в Пензе

В то же время, некоторые идеи и проекты, которые были задуманы Г. В. Мясниковым, но по разным причинам не осуществились за время его работы в Пензе, были реализованы в 1990-х — 2000-х годах.
Так, в 1991 году в Ленинском районе Пензы был открыт музей Василия Ключевского, работа по созданию которого была начата Г. В. Мясниковым ещё в середине 1980-х годов. В селе Вокресеновка Пензенского района, где родился Ключевский, в 1991 году был установлен его бюст. В 2008 году в Пензе был установлен первый в России памятник Ключевскому.
В 1989 году в Первомайском районе г. Пензы (на месте, где в годы войны находился сборный пункт) был открыт памятник «Проводы», идея создания которого относится к середине 1980-х гг. В дневниковых записях от 8 октября 1985 года Г. В. Мясников упоминал о намерении сохранить сквер на углу улиц Тамбовской и Куйбышева и «искать скульптуру проводов в армию».

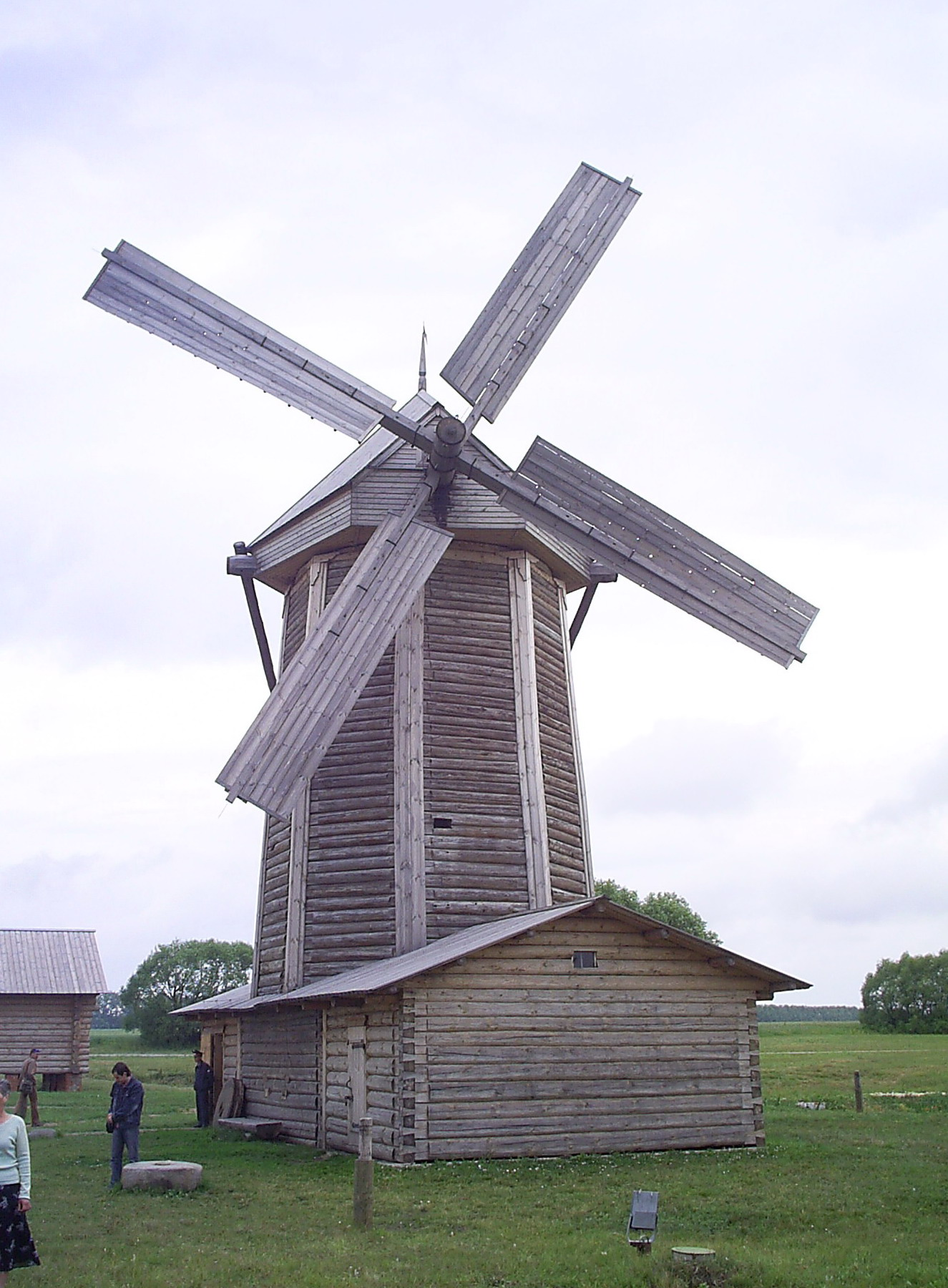
Мельница и дом мельника в «Тарханах»

В 1990-е — 2000-е годы были проведены масштабные работы по завершению реконструкции, расширению инфраструктуры и обновлению экспозиций Лермонтовского музея-заповедника «Тарханы». Была полностью отремонтирована барская усадьба, в 2007 году воссоздана старинная деревянная ветряная мельница (высотой с современный 9-этажный дом) и дом мельника. Идея строительства мельницы выдвигалась Г. В. Мясниковым в 1975 году (дневниковая запись от 27 июля 1975 г.: «Новая мысль — у стелы в поле, чтобы лучше обозначить дорогу к усадьбе и дать старину — строить ветряную мельницу»), но так и не была реализована при его жизни. В современных «Тарханах» также восстановлен барский сад, зарыблены пруды, начала функционировать пасека, возрождены конные и лодочные прогулки, воссоздан уникальный «конный балет» (конная карусель) времён XIX века, появились борзые щенки.
Лермонтовский музей-заповедник окончательно стал важнейшей культурно-исторической достопримечательностью Пензенской области.
В конце 1990-х гг. был завершён процесс реставрации Троице-Сканова монастыря в Наровчатском районе, начатый по инициативе Мясникова в конце 1970-х гг. В настоящее время, монастырский комплекс является одной из важнейших достопримечательностей Пензенской области.
В 2000-х гг. серьёзные и значительные масштабы приобрело строительство спортивных объектов в Пензе и районных центрах области, был реконструирован ряд памятников архитектуры и культуры, появились новые памятники.
С 2007 года к уборке территорий пензенских достопримечательностей стали активнее привлекать городских школьников и волонтёров.